# برایان هارت
برایان هارت (انگلیسی: Brian Hart؛ زادهٔ ۷ سپتامبر ۱۹۳۶، درگذشتهٔ ۵ ژانویهٔ ۲۰۱۴) رانندهٔ مسابقات فرمول یک اهل بریتانیا، با سابقه‌ای در صنعت هوانوردی بود. او بیشتر به‌عنوان بنیانگذار شرکت برایان هارت لیمیتد، که یک شرکت توسعه‌دهنده و سازندهٔ موتورهای مورد استفاده در ورزش‌های موتوری بود، شناخته می‌شود.